# Tricholoma atrosquamosum
Tricholoma atrosquamosum (Chev.) Sacc. è un Tricholoma del gruppo del Tricholoma terreum.
È un fungo commestibile, che si distingue per il tipico profumo di pepe.

## Descrizione della specie
Cappello
4–8 cm di diametro, convesso, poi pianeggiante, leggermente umbonato; decorato da fitte squamette bruno-nerastre su sfondo più chiaro; margine involuto, per lo più leggermente lanoso.
Lamelle
Bianco sporco; fitte, abbastanza spesse, più o meno seghettate, uncinate; con taglio talvolta punteggiato di nero.
Gambo
4-7 x 0,7-1,5 cm. Da bianco sporco a brunastro, talvolta più chiaro alla base; decorato da fibrille; cilindrico o leggermente ingrossato alla base; cavo.
Spore
Ellittiche, bianche in massa, 5,5-8 x 3,5-5,4 µm.
Carne
Biancastra, grigiastra sotto la cuticola, fragile.
- Odore: di pepe (paragonato da alcuni a quello delle foglie di Asarum europaeum).
- Sapore: mite.

## Commestibilità
Buona.

## Habitat
In autunno, sia sotto latifoglie (soprattutto faggi) che conifere.

## Etimologia
Dal latino ater = scuro e squamosus = squamoso, per la decorazione del cappello.

## Annotazioni
Appartiene al folto gruppo delle "morette", la cui specie tipo è il Tricholoma terreum.
D'aspetto molto simile al Tricholoma squarrulosum, se ne distingue facilmente per il tipico odore.
Attenzione a non confonderlo col Tricholoma pardinum, velenoso, molto più massiccio e con leggero odore di farina.